# Anue
Anue (spanisch Anué) ist eine Gemeinde (municipio) mit 486 Einwohnern (Stand: 2024) in der autonomen Gemeinschaft Navarra im Norden von Spanien. Die Gemeinde besteht aus zahlreichen Orten, namentlich: Arizu, Burutáin, Esáin, Egozcue, Etuláin, Leazcue und Olagüe sowie dem Weiler Echaide. Der Verwaltungssitz befindet sich in Olagüe.

## Lage und Klima
Anue liegt in ca. 540 m Höhe und ist ca. 17 Kilometer (Fahrtstrecke) in nördlicher Richtung von der Regionalhauptstadt Pamplona entfernt. Das Klima ist gemäßigt bis warm.

## Bevölkerungsentwicklung
| Jahr      | 1970 | 1981 | 1991 | 2001 | 2011 | 2021 |
| Einwohner | 572  | 459  | 431  | 414  | 410  | 493  |

## Sehenswürdigkeiten
- Tumulus
- Turm von Etxaide
- Johannes-der-Täufer-Kirche in Olagüe
- Peterskirche in Aritzu
- Kirche Mariä Himmelfahrt in Leazkue
- Stephanuskirche in Etulain
- Kirche von Etsain
- Marienkapelle in Olagüe
- Nikolauskapelle

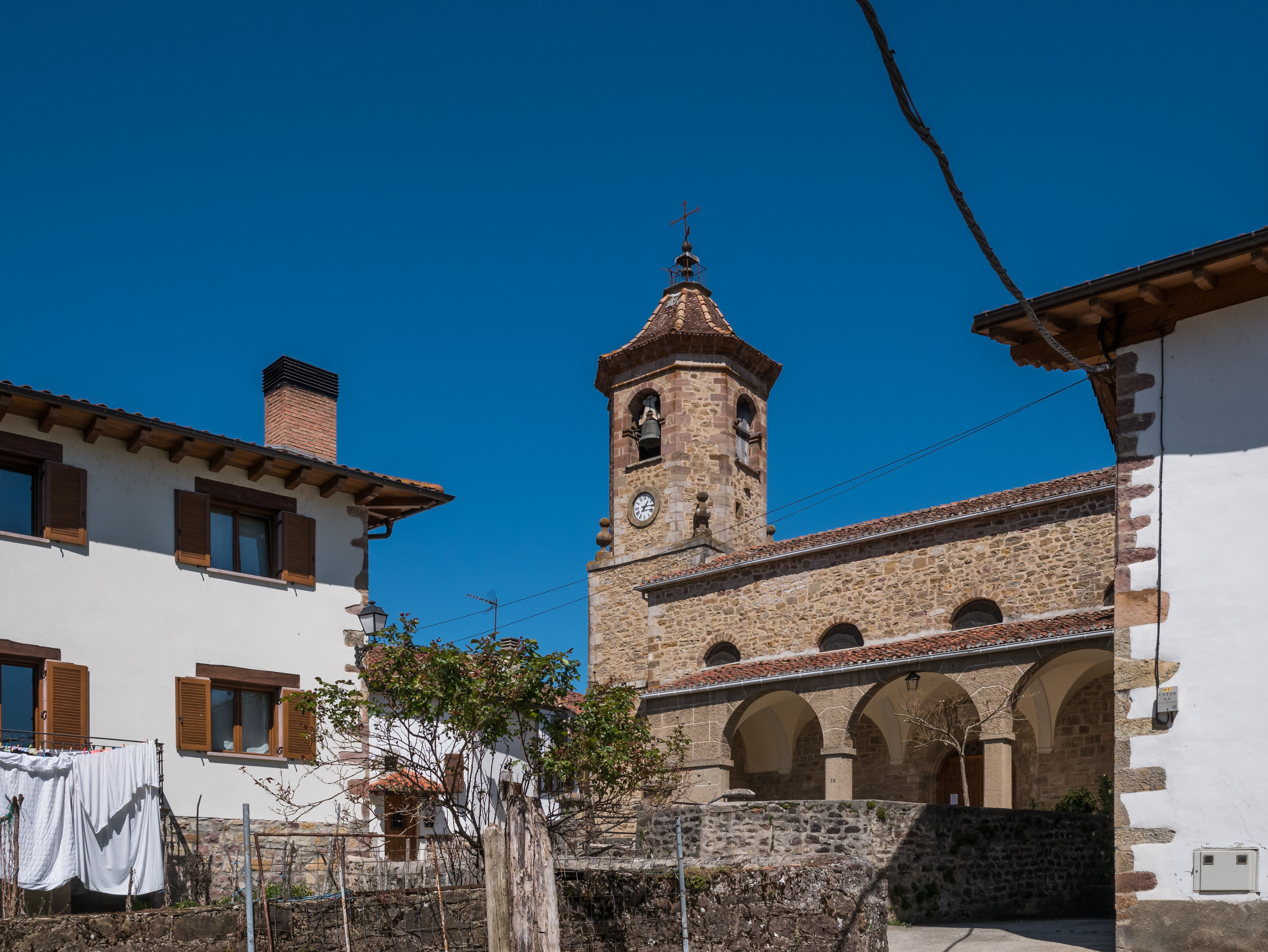
Johannes-der-Täufer-Kirche
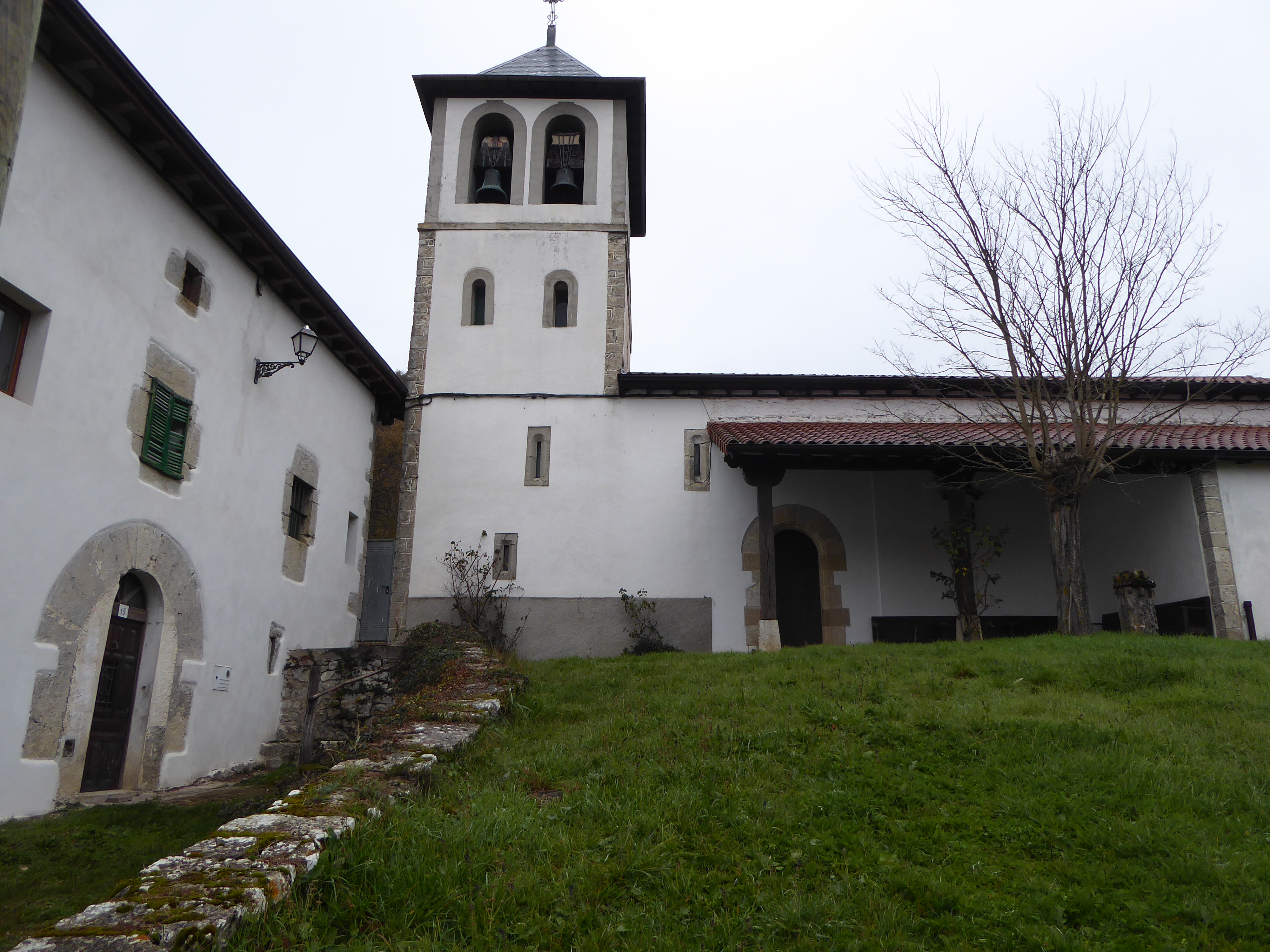
Stephanuskirche
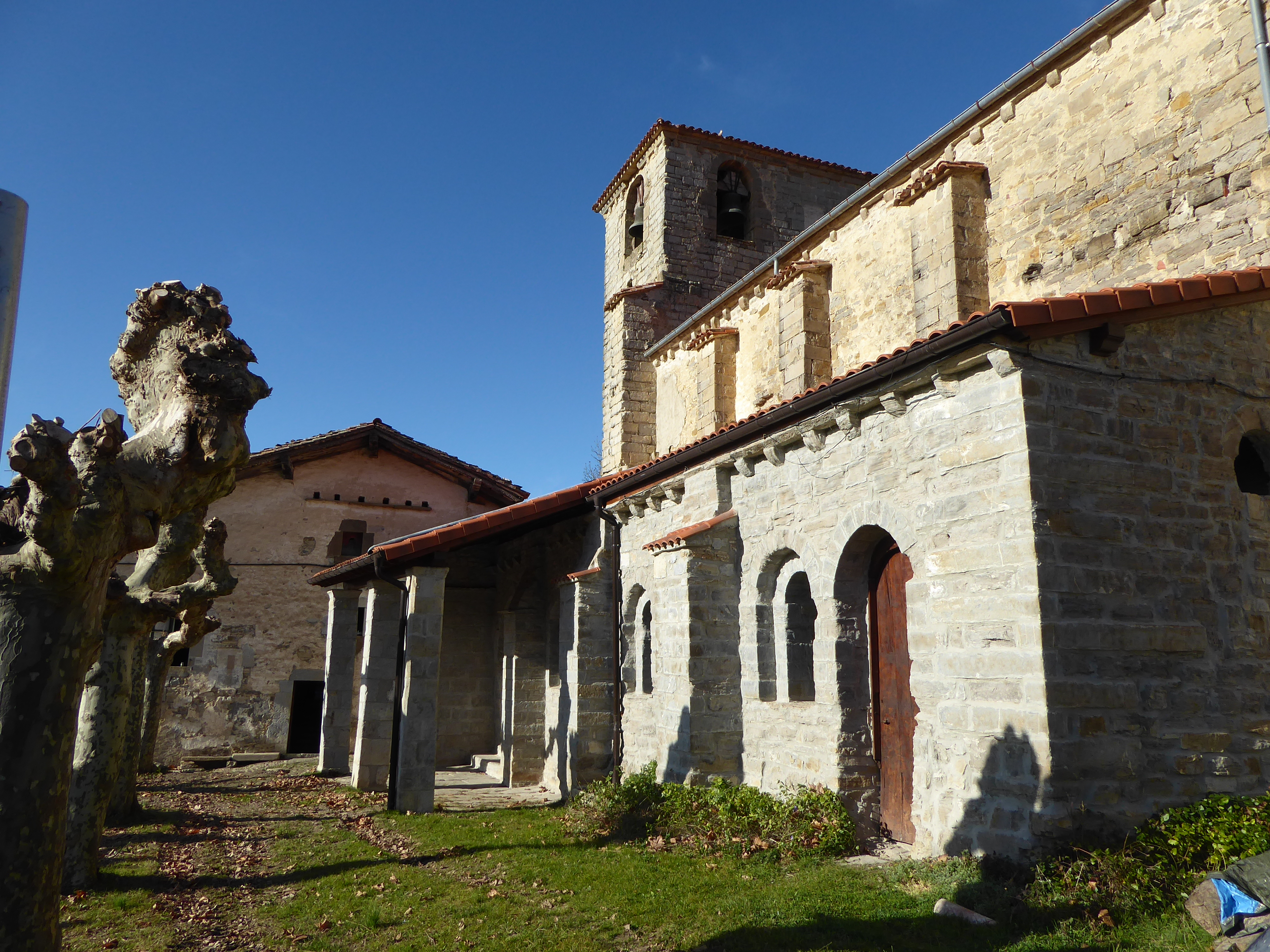
Kirche von Etsain